# Boom Boom (пісня Джона Лі Гукера)
«Boom Boom» — пісня Джона Лі Хукера, випущена 1961 року. Вийшла на лейблі Vee-Jay в альбомі Burnin' (1962), а також як сингл. 
Це одна з найбільш «переспівуваних» пісень в історії блюзу. Свої версії записували «The Yardbirds», «The Animals», Dr. Feelgood і багато інших.
Ця пісня потрапила до списку 500 найкращих пісень усіх часів за версією журналу Rolling Stone. У 2009 році запис пісні (Vee-Jay, 1961) був включений до Зали слави блюзу в категорії «класичний блюзовий запис» (сингл/пісня).